# 1679年亞美尼亞地震
1679年亞美尼亞地震（1679 Armenia earthquake），又稱葉里溫地震（Yerevan earthquake）或加爾尼地震（Garni earthquake）發生於1679年6月4日的薩法維王朝的葉里溫省。根據史料記載，這次震災摧毀無數建築物，包括葉里溫的許多地標。葉里萬堡毀於一旦，聖保羅與彼得教堂、格加爾德修道院、柯西馬尼教堂等宗教建築也毀於地震。除此之外，葉里溫近郊的卡納克村也被地震完全摧毀。從古典希臘化時代留存下來的加爾尼神廟也毀於地震。